# Боянка
Боянка (Erysimum) е род тревисти двугодишни и многогодишни растения. Стъблата са 30 – 80 см високи, изправени, най-често разклонени. Листата са последователни, целокрайни; приосновните и долните стъблови са с дръжки, а горните – приседнали. Цветовете са жълти, събрани в гъсти многоцветни гроздовидни съцветия. Плодът е четириръбеста шушулка. Цъфти от април до юни. Растението е отровно!

## Разпространение[2]
Расте по сухи тревисти и каменливи места, из храсталаци и поляни в цялата страна докъм 1200 м надморска височина.

## Използваема част[3]
Използват се стръковете, събрани по време на цъфтежа и семената. Стръковете се отрязват на около 30 см от върха.

## Действие и приложение[4]
Растението засилва сърдечните контракции и премахва проявите на сърдечна недостатъчност.
Внимание! Както при останалите растения, съдържащи сърдечно активно гликозиди, лечението трябва да става под лекарски контрол. Да се има предвид, че билката е силно токсична!

## Видове
- Erysimum aetnense
- Erysimum allionii
- Erysimum altaicum
- Erysimum amasianum
- Erysimum ammophilum
- Erysimum angustatum
- Erysimum arenicola
- Erysimum asperum
- Erysimum baeticum
- Erysimum bicolor
- Erysimum bonannianum
- Erysimum caboverdeanum
- Erysimum capitatum
- Erysimum cazorlense
- Erysimum cheiranthoides
- Erysimum cheiri
- Erysimum creticum
- Erysimum diffusum
- Erysimum drenowskii
- Erysimum duriaei
- Erysimum durum
- Erysimum franciscanum
- Erysimum gomezcampoi
- Erysimum hedgeanum
- Erysimum helveticum
- Erysimum hieraciifolium
- Erysimum incanum
- Erysimum inconspicuum
- Erysimum insulare
- Erysimum kotschyanum
- Erysimum kykkoticum
- Erysimum linifolium
- Erysimum mediohispanicum
- Erysimum menziesii
- Erysimum moranii
- Erysimum mutabile
- Erysimum myriophyllum
- Erysimum nervosum
- Erysimum nevadense
- Erysimum occidentale
- Erysimum ochroleucum
- Erysimum odoratum
- Erysimum pallasii
- Erysimum perofskianum
- Erysimum pieninicum
- Erysimum popovii
- Erysimum pseudorhaeticum
- Erysimum pulchellum
- Erysimum raulinii
- Erysimum repandum
- Erysimum rhaeticum
- Erysimum ruscinonensis
- Erysimum scoparium
- Erysimum semperflorens
- Erysimum siliculosum
- Erysimum slavjankae – Алиботушка боянка
- Erysimum teretifolium
- Erysimum wahlenbergii
- Erysimum wilczekianum
- Erysimum wittmanii